# Basil Salvador Theodore Peres
Basil Salvador Theodore Peres (* 9. November 1900 in Mangalore, Britisch-Indien; † 24. April 1958) war ein indischer Geistlicher und römisch-katholischer Bischof von Mangalore.

## Leben
Basil Salvador Theodore Peres empfing am 3. Dezember 1929 das Sakrament der Priesterweihe für das Bistum Mangalore. 1934 wurde Peres Kaplan und 1936 schließlich Pfarrer der Pfarrei St. John the Evangelist in Pangala. Ab 1952 war er Pfarrer in Bendoor.
Am 3. Juli 1952 ernannte ihn Papst Pius XII. zum Titularbischof von Gisipa und zum Koadjutorbischof von Mangalore. Der Bischof von Mangalore, Vittore Rosario Fernandes, spendete ihm am 28. Oktober desselben Jahres in Mangalore die Bischofsweihe; Mitkonsekratoren waren der Bischof von Tiruchirappalli, James Mendonça, und der Bischof von Calicut, Aldo Maria Patroni SJ.
Basil Salvador Theodore Peres wurde am 4. Januar 1955 in Nachfolge des verstorbenen Vittore Rosario Fernandes Bischof von Mangalore.